# Tom Piccirilli
Thomas Edward Piccirilli, conosciuto come  Tom Piccirilli (New York, 27 maggio 1965 – Loveland, 11 luglio 2015), è stato uno scrittore statunitense.

## Biografia
Thomas Edward Piccirilli nasce a New York il 27 maggio 1965.
Esordisce nel 1990 con il romanzo Padre delle tenebre e da allora pubblica una trentina di libri spaziando tra i generi thriller, mystery, horror, erotico e fantascientifico aggiudicandosi numerosi riconoscimenti letterari quali 4 Premi Bram Stoker.
Muore l'11 luglio 2015 a Loveland, Colorado, in seguito alle complicazioni di un tumore cerebrale.

## Opere tradotte in italiano

### Romanzi
- Padre delle tenebre (Dark Father, 1990), Milano, Sperling & Kupfer, 1993 traduzione di Giovanni Arduino ISBN 88-200-1415-7.
- Nell'abisso profondo (A Lower Deep, 2001), Roma, Gargoyle, 2012 traduzione di Claudio Costanzo ISBN 978-88-89541-62-3.

## Riconoscimenti
- Premio Bram Stoker alla raccolta poetica (2000) per A Student of Hell
- Premio Bram Stoker al racconto (2002) per The Misfit Child Grows Fat on Depair
- Premio Bram Stoker al romanzo (2002) per The Night Class
- Premio Bram Stoker per i Formati alternativi (2004) per The Devil's Wine
- International Thriller Writers Award (2008) per The Midnight Road
- International Thriller Writers Award (2010) per The Coldest Mile